# Homuncle
El terme homuncle (del llatí homunculus, ‘homenet’) és el diminutiu del doble d'un humà i s'usa freqüentment per il·lustrar el misteri d'un procés important en alquímia. En el sentit hermètic és un actor primordial incognoscible, pot ser vist com una entitat o agent. Els alquimistes creuen que el procés per crear aquesta entitat és simbòlic.

## Història
El terme sembla haver estat usat per primera vegada per l'alquimista Paracels, qui una vegada va afirmar haver creat un homuncle en intentar trobar la pedra filosofal. La criatura no hauria mesurat més de 30 centímetres d'alt i feia el treball normalment associat amb els golems. No obstant això, després de poc temps, l'homuncle es girava contra el seu creador i fugia. La recepta per crear-ho consistia en una bossa de carbó, mercuri, fragments de pell o pèl de qualsevol humà o animal del qual l'homuncle seria un híbrid. Tot això havia d'enterrar-se envoltat de fem de cavall durant quaranta dies, temps en el qual l'embrió estaria format al si de la terra.
Hi ha també variants citades per altres alquimistes. Una d'elles implicava usar mandràgora. Les creences populars sostenien que aquesta planta creixia on queia al sòl el semen que els penjats emetien durant les últimes convulsions abans de la mort (o putrefacció en alquímia), a més, les seves arrels tenen una forma vagament semblant fins a cert punt a un ésser humà. L'arrel havia de ser recollida abans del clarejar d'un matí de divendres per un gos negre, sent llavors rentada i «alimentada» amb llet i mel i, en algunes receptes, sang, amb la qual cosa acabaria per desenvolupar-se en un humà en miniatura que guardaria i protegiria al seu amo.
Un tercer mètode, citat pel Doctor David Christianus a la Universitat de Giessen durant el segle xviii, era agafar un ou post per una gallina negra, practicar-li un petit forat, reemplaçar una porció de clara de la grandària d'una mongeta per esperma humà, segellar l'obertura amb pergamí verge i enterrar l'ou en fem el primer dia del cicle lunar de març. Després de trenta dies sorgiria de l'ou un humanoide en miniatura que ajudaria i protegiria al seu creador a canvi d'una dieta regular de llavors d'espígol i cucs.
El terme homuncle va ser posteriorment usat en la discussió de la concepció i el naixement. En 1694, Nicolas Hartsoeker va descobrir «animaluncles» en l'esperma d'humans i altres animals. L'escassa resolució d'aquells primers microscopis va fer semblar que el cap de l'espermatozoide era un home complet en miniatura. Arran d'aquí es van deslligar les teories que afirmaven que l'esperma era de fet un «home petit» (homuncle) que es posava dins d'una dona perquè creixés fins a ser un nen; aquests arribarien més tard a ser coneguts com els espermistas. Es pensava que ja des d'Adam estava enclaustrada tota la humanitat, que s'aniria transmetent a la seva descendència. Aquesta teoria biològica permetia explicar de forma coherent molts dels misteris de la concepció (per exemple, perquè en necessita dues). No obstant això més tard es va assenyalar que si l'esperma era un homuncle, idèntic a un adult en tot excepte en la grandària, llavors l'homuncle havia de tenir el seu propi esperma. Això va portar a una reducció a l'absurd, amb una cadena d'homuncles «sempre cap avall».
Per la seva banda Goethe també va popularitzar el terme, ja que va denominar homuncles al petit ser que va crear l'antic alumne de Faust, Wagner, mitjançant operacions quirúrgiques.
Actualment el terme s'usa de determinades formes per descriure sistemes que es creu que funcionen gràcies als «nans» del seu interior. Per exemple, l'homuncle segueix sent una de les principals teories sobre l'origen de la consciència, que afirma que és una part (o procés) del cervell la comesa del qual és ser «tu». L'homuncle se cita amb freqüència també en la cibernètica, per raons similars.

## Els homuncles sensorial i motor
El terme homuncle s'usa també comunament per descriure una figura humana distorsionada dibuixada per reflectir l'espai sensorial relatiu que les nostres parts corporals representen en l'escorça cerebral. Els llavis, mans, peus i òrgans sexuals són considerablement més sensibles que altres parts del cos, per la qual cosa l'homuncle té llavis, mans i genitals extremadament grans.
El Dr. Wilder Penfield usava una imatge semblant per representar el cos segons la superfície del còrtex motor que les controlava en moviment voluntari. De vegades vist com un mapa cerebral del cos, l'homuncle motor és en realitat un mapa de l'associació proporcional del còrtex amb els membres del cos. També reflecteix la propiocepció cinestèsica, és a dir, com se sent el cos en moure's. Exerceix un paper principal en el fenomen dels membres fantasmes i el seu oposat, la desaparició de membres corporals de la percepció conscient present en certes lesions cerebrals. Per exemple el polze, que s'usa en milers d'activitats complexes, apareix molt més gran que la cuixa, que té un moviment relativament simple. L'homuncle motor evoluciona amb l'edat i difereix d'una persona a una altra. La mà en el cervell d'un infant és diferent de la mà en el cervell d'un pianista. Aquest tipus de diferències està obert a introspecció. Probablement pots flexionar i estendre només la punta del teu polze a voluntat. La majoria de la gent pot fer això amb bastant facilitat, però relativament poca gent pot fer moviments anàlegs amb la resta dels dits. La diferència es deu a les variacions en l'organització funcional de les àrees del cervell relacionades.

## El raonament de l'homuncle en la filosofia de la ment
En mesura que el raonament de l'homuncle explica un fenomen en termes del mateix fenomen que se suposa que explica (Richard Gregory, 1987) cau amb freqüència en el paralogisme i en el dial·lel. Encara que no totes les teories que recorren a homuncles mereixen ser rebutjades, generalment els raonaments de l'homuncle solen ser fal·laços, sobretot si se'ls atribueix als enans la realització de tasques complexes. En la psicologia i la filosofia de la ment els raonaments de l'homuncle són extremadament útils per detectar els punts en els quals les teories sobre la ment fallen o són incompletes.
Els raonaments de l'homuncle són freqüents en la teoria de la visió. Consideri a una persona veient una pel·lícula. Aquesta veu les imatges com alguna cosa aliena a ella, projectat en una pantalla. Com pot ocórrer això? Una teoria simple podria proposar que la llum de la pantalla forma una imatge en les retines dels ulls i que alguna cosa en el cervell la veu com si estiguessin en la pantalla. El raonament de l'homuncle indica que això no és una explicació completa perquè tot el que proposa és situar a una nova persona o homuncle darrere de l'ull, mirant a la retina. Una teoria més sofisticada podria proposar que les imatges en les retines són transmeses al còrtex visual on són processades. De nou, això no pot ser una explicació completa perquè tot el que proposa és situar l'homuncle en el cervell, després del còrtex. En la teoria de la visió el raonament de l'homuncle invalida les teories que no expliquen la «projecció», l'experiència que separa el punt de vista de les coses que es veuen. (Adaptat de Gregory, 1987/1990.)
Molt poques persones proposarien que realment hi ha un enans en el cervell examinant l'activitat cerebral. No obstant això, aquestes propostes s'han fet, com en les teories de l'«home de palla» sobre la ment. Gilbert Ryle (1949) va proposar que la ment humana es reconeix pels seus actes intel·ligents (vegeu la regressió de Ryle). Ryle argumenta que si hi ha un ser interior dins del cervell que dirigís els seus propis pensaments llavors això portaria a un cicle repetitiu absurd o regressió abans que un pensament pogués donar-se:
El raonament de l'homuncle i l'argument de la regressió solen ser considerats iguals però no és així. El raonament de l'homuncle afirma que si es necessita un nan per completar una teoria, llavors aquesta és errònia. L'argument de la regressió afirma que un agent intel·ligent necessitaria pensar abans de poder tenir un pensament.
Si el raonament de l'homuncle s'aplica al problema de l'agent intel·ligent, s'obté un resultat subtilment diferent de l'argument de la regressió. El raonament de l'homuncle aplicat a la teoria de Ryle seria expressat en termes de si la qualitat mental de «reflexionar sobre coses internament» pot ser explicada per la teoria que la ment consisteix en «actes intel·ligents» sense la necessitat d'un homuncle. La resposta, proporcionada per la mateixa lògica de Ryle, és que la reflexió interna necessitaria l'homuncle per a evitar que es convertís en una regressió infinita. Per tant, amb aquestes suposicions el raonament de l'homuncle no dona suport a la teoria que la ment es degui completament als actes intel·ligents.
L'exemple de la teoria de Ryle demostra un altre aspecte del raonament de l'homuncle en el qual és possible atribuir a la ment diverses propietats tals com una «reflexió interna» que no són universalment acceptades i usar-les argumentativa-ment per declarar que una teoria sobre la ment no és vàlida.